# Plectrohyla bistincta
Plectrohyla bistincta är en groddjursart som först beskrevs av Cope 1877.  Plectrohyla bistincta ingår i släktet Plectrohyla och familjen lövgrodor. IUCN kategoriserar arten globalt som livskraftig. Inga underarter finns listade i Catalogue of Life.